# هوكي المنضدة

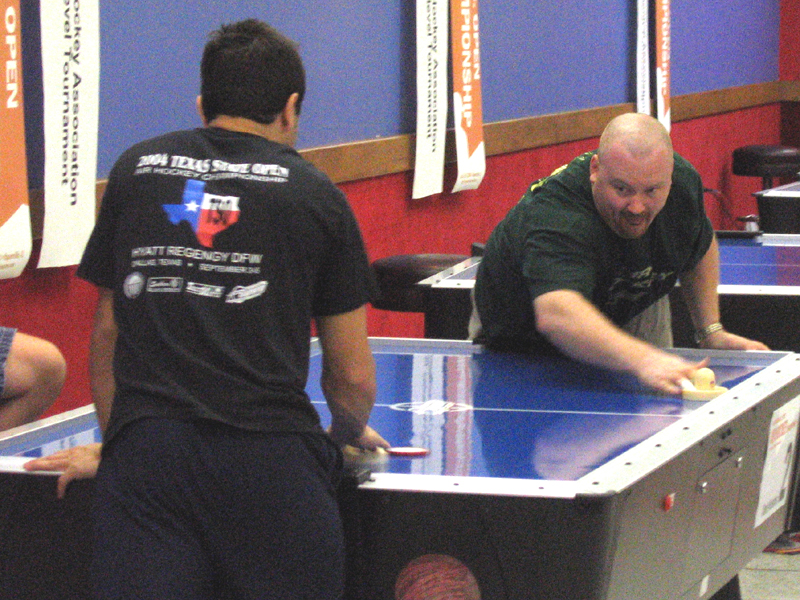

هوكي المنضدة وتعرف أيضاً بهوكي الهواء (بالإنجليزية: Air hockey)‏ وهي لعبة ورياضة يتم التنافس عليها على منضدة خالية من الاحتكاك بين لاعبين بمنافسة على قرص هوكي مع تواجد مقبض خاص لكل لاعب، والفائز هو صاحب الاصابات الأكثر في حفرة اللاعب الخصم. نشأت هذه اللعبة في سنة 1969 من قبل ثلاثة شبان أمريكيين وثم سرعان ما زادت شعبيتها عند عشاق الهوكي في عقدي 1970 و1980.